# وسترن اسپاگتی

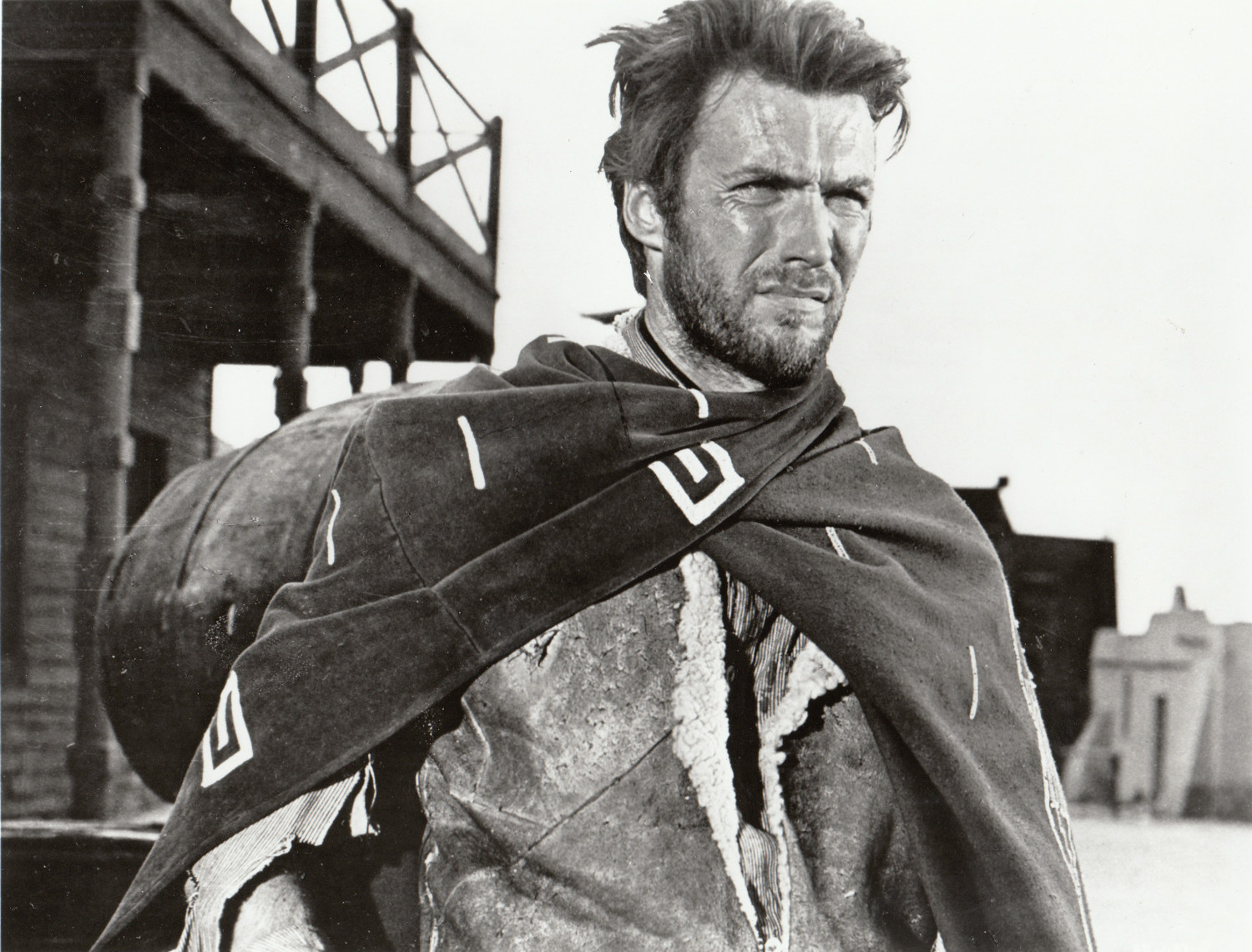
کارکتر مرد بی‌نام با بازی کلینت ایستوود در فیلم به خاطر یک مشت دلار، به خاطر چند دلار بیشتر و خوب بد زشت
از موفق‌ترین و مشهورترین آثار وسترن اسپاگتی تلقی می‌گردد

وسترن اسپاگتی (به انگلیسی: Spaghetti Western) یا «وسترن ایتالیایی» نوعی زیرشاخه از ژانر فیلم‌های وسترن است. فیلم‌های وسترن اسپاگتی معمولاً در ایتالیا ساخته و گاهی در اسپانیا فیلمبرداری می‌شدند. وسترن اسپاگتی نام خود را از کارگردانان ایتالیایی گرفته‌است که در دههٔ ۱۹۶۰ بسیاری از این فیلم‌ها را کارگردانی کردند. مهم‌ترین کارگردانان این فیلمها عبارتند از سرجو لئونه، سرجو کوربوچی، سرجو سولیما، انزو جی کاسته لاری، لوئیجی کوئستی و تونیو والری. سرجو لئونه موفق‌ترین کارگردان در این زمینه بوده‌است. کشورهای شرقی همانند ژاپن و کُره نیز اقدام به ساخت این نوع فیلم کرده‌اند.
به‌طور معمول گروه وسترن اسپاگتی از یک کارگردان ایتالیایی یا اسپانیایی بهره می‌برد. بازیگران این مجموعه، غالباً بازیگران ایتالیایی، اسپانیایی، آلمانی و بعضاً آمریکایی است. یکی از شناخته‌شده‌ترین بازیگران ژانر وسترن اسپاگتی، کلینت ایستوود است که در مجموعه مشهور سه‌گانه دلار و با فیلم‌هایی چون به خاطر یک مشت دلار (۱۹۶۴)، به خاطر چند دلار بیشتر (۱۹۶۵) و خوب، بد، زشت (۱۹۶۶) به کارگردانی سرجو لئونه توانست اعتبار ویژه‌ای برای این ژانر به ارمغان بیاورد. لئونه همچنین فیلم روزی روزگاری در غرب با بازی چارلز برانسون را در سال ۱۹۶۸ ساخت که به همراه سه‌گانهٔ دلار در زمره برترین فیلم‌های متنوع ژانر اسپاگتی محسوب می‌گردند. اصطلاح پائلا وسترن نیز برای بسیاری از فیلم‌های وسترنی به کار می‌رود که در اسپانیا تولید گردیدند.

## وسترن اسپاگتی
یکی از زیرشاخه‌های وسترن اسپاگتی، وسترن زاپاتا است. در وسترن زاپاتا، دیدگاه‌های سیاسی شخصیت اصلی و جامعه پر رنگ می‌شوند. در این نوع از فیلم‌ها، تقابل و ایستادگی راهزن‌ها و بدمن‌های فیلم در برابر بی‌عدالتی و ستیز با سیستم حاکم، به شکلی افراطی معنا و مفهوم پیدا می‌کنند و شخصیت اصلی داستان علیه بی‌عدالتی قیام می‌کند. فیلم گلوله‌ای برای ژنرال (۱۹۶۶)، اثر دامیانو دامیانی یک وسترن زاپاتایی با بازی هنرپیشه معروف فیلم‌های وسترن جان ماریا ولونته و یکی از نخستین حضورهای کلاوس کینسکی در یک فیلم وسترن به‌حساب می‌آید.

## نگارخانه

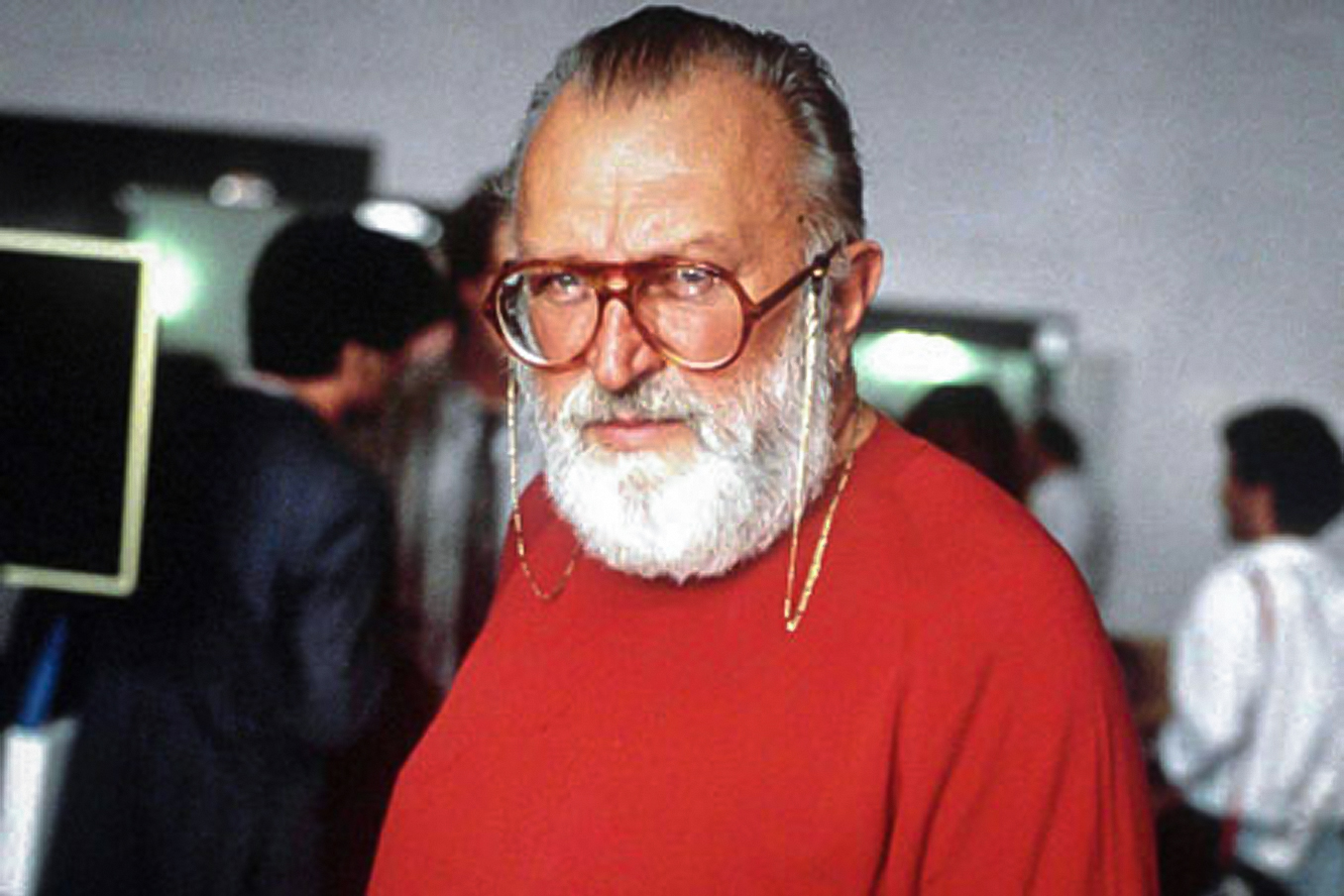
سرجو لئونه
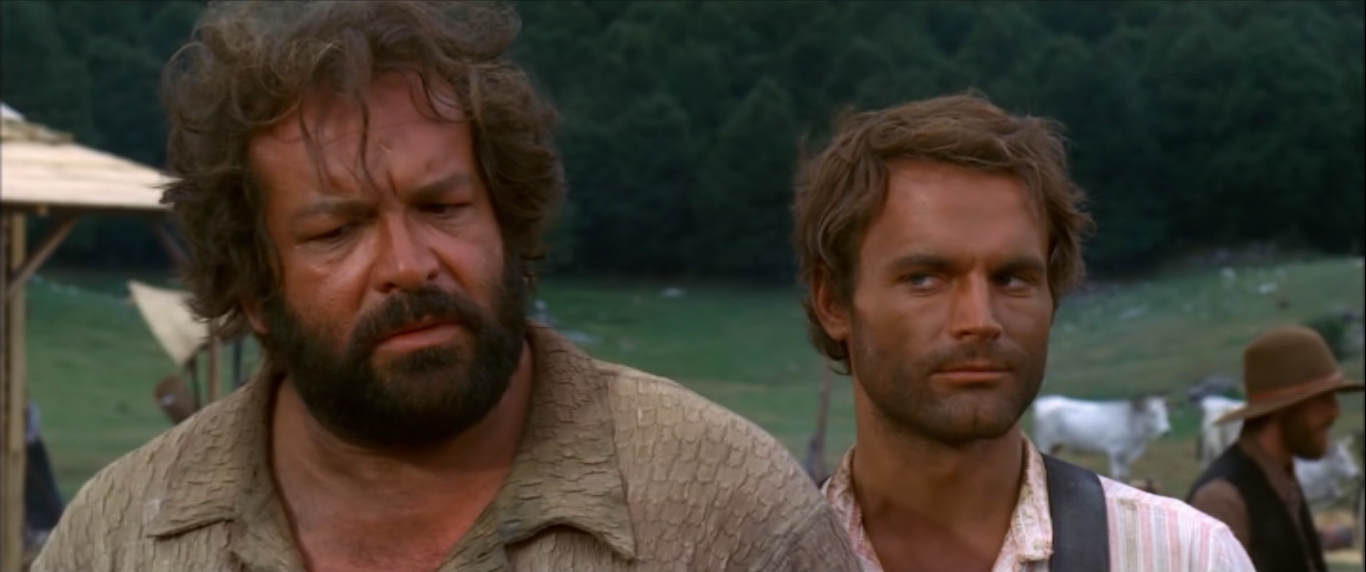
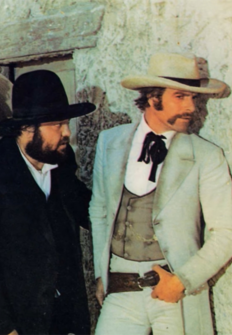